# Paraparesi spastica ereditaria
La paraparesi spastica ereditaria o familiare, anche chiamata sindrome o malattia di Strumpell-Lorrain, è un gruppo di malattie ereditarie caratterizzate principalmente da rigidità e spasticità della muscolatura degli arti inferiori conseguente a una lesione o a una disfunzione dei nervi.
Sebbene possa clinicamente assomigliarvi, la paraparesi spastica ereditaria non è una forma di paralisi cerebrale infantile ed è completamente diversa dal punto di vista eziologico; tuttavia vi sono farmaci in comune nel trattamento di entrambe le entità nosologiche. È invece maggiormente accomunabile alla diplegia spastica. Spesso risultano coinvolti il nervo ottico e la retina, così come è comune la cataratta; si può presentare inoltre con atassia, epilessia, ritardo mentale, neuropatia periferica e sordità.
La paraparesi spastica ereditaria è causata da un difetto nel meccanismo di trasporto cellulare delle proteine e di altre molecole; sono coinvolti principalmente i nervi lunghi, perché il trasporto avviene per distanze piuttosto elevate e perché tali nervi sono particolarmente sensibili alle alterazioni del trasporto cellulare.
Fu identificata per la prima volta dal neurologo tedesco Adolph Strümpell nel 1883 e successivamente descritta più approfonditamente dal medico francese Maurice Lorrain, nel 1888.

## Epidemiologia
La prevalenza è stimata in 2-6 casi ogni 100 000 abitanti ed è classificata tra le malattie rare. Non sono rilevabili differenze nell'incidenza per sesso e l'età media di esordio dei sintomi è 24 anni.

## Eziopatogenesi
La principale caratteristica anatomopatologica della paraparesi spastica ereditaria è una degenerazione dell'assone che è massimale nelle parti terminali dei neuroni più lunghi, compresi le vie nervose del sistema piramidale dirette agli arti inferiori e il fascicolo gracile. Le vie spino-cerebellari sono invece coinvolte in misura ridotta. I nuclei dei neuroni degenerati sono conservati e non sono osservabili segni di demielinizzazione. Può manifestarsi la scomparsa del corno anteriore del midollo spinale, mentre le radici nervose dorsali e i nervi periferici sono invece normali.

## Classificazione
Dal punto di vista clinico le paraparesi spastiche ereditarie si dividono in forme pure e in forme complicate. Le prime esibiscono solo i caratteristici sintomi motori mentre le forme complicate sono associate anche ad altri segni neurologici o sistemici.
Le forme pure sono dunque caratterizzate da spasticità e debolezza progressiva degli arti inferiori, spesso associata a disturbi urinari (urgenza minzionale) e talvolta disturbi della sensibilità o della propriocezione. I muscoli che presentano più spesso il deficit di forza sono i flessori della coscia ed il muscolo tibiale anteriore, con conseguente difficoltà rispettivamente nel salire le scale e nel sollevare la punta del piede. Possono inoltre associarsi: dolori crampiformi, piede cavo e riduzione delle masse muscolari dei polpacci.
Nelle forme complicate, invece, oltre ai suddetti sintomi motori possono presentarsi disturbi e ritardi cognitivi, crisi epilettiche, disturbi motori di tipo extrapiramidale (rigidità, rallentamento, tremore, distonie..), disturbi visivi quali retinopatia o neuropatia ottica, ipoacusia e sordità, atassia (deficit di equilibrio e coordinazione), ittiosi.

## Clinica

### Segni e sintomi
Il quadro clinico della malattia dipende dal tipo di paraparesi spastica ereditaria. La caratteristica principale è la spasticità progressiva della muscolatura degli arti inferiori, dovuta a disfunzione delle vie piramidali. Sono anche presenti riflessi nervosi vivaci, segno di Babinski positivo, astenia e alterazioni dello svuotamento vescicale. Tra le caratteristiche principali sono anche inclusi andatura anomala, difficoltà nel camminare, riduzione della sensibilità vibratoria alle caviglie e parestesie. All'esordio, che può avvenire nell'infanzia così come nell'età avanzata, si presenta con difficoltà nel mantenere l'equilibrio; qualora si presenti durante l'adolescenza o successivamente l'andatura spastica solitamente progredisce in modo subdolo per anni. Può rendersi necessario l'uso di bastoni, deambulatori o sedia a rotelle, sebbene certi pazienti possano non averne mai bisogno per tutta la durata clinica della malattia.
I pazienti con malattia ereditata con trasmissione autosomica dominante mostra solitamente movimenti del viso normali e, sebbene il riflesso masseterino possa essere vivace nei pazienti anziani, non sono presenti disturbi nella fonazione e nella deglutizione. Il tono e la forza muscolare dell'arto superiore sono normali; nell'arto inferiore il tono è aumentato nei muscoli posteriori della coscia, nel quadricipite femorale e nei muscoli che hanno inserzione alla caviglia; debolezza può essere invece osservata nel muscolo ileopsoas e nel tibiale anteriore. Nelle forme complesse della malattia possono essere presenti ulteriori sintomi. Tra questi: neuropatia periferica e/o ottica, amiotrofia spinale, atassia, ritardo mentale, ittiosi, epilessia, demenza, sordità e problemi di fonazione, deglutizione e respirazione.

### Esami di laboratorio e strumentali
Il sospetto iniziale si basa sull'anamnesi familiare, la presenza o assenza di segni particolari e l'esclusione di cause non genetiche di spasticità.
La risonanza magnetica cerebrale e spinale è una procedura utile per l'esclusione di altre malattie neurologiche comuni, quali la sclerosi multipla, ma anche per l'analisi di eventuali anomalie quali l'atrofia del cervelletto o del corpo calloso, così come alterazioni della sostanza bianca. La diagnosi differenziale serve a escludere la diplegia spastica, che presenta numerose similitudini con la paraparesi spastica ereditaria, sia come presentazione clinica, sia come responsività ai farmaci. La diagnosi definitiva, tuttavia, può avvenire solo mediante esami genetici che vadano ad analizzare la presenza delle mutazioni note.

## Trattamento
Non esiste una terapia specifica che possa prevenire o guarire la paraparesi spastica ereditaria, né farmaci che ne possano alterare il corso e il trattamento farmacologico è generalmente sintomatico. Possono essere somministrati rilassanti muscolari come il baclofene, la tizanidina, la tolterodina e l'ossibutinina; benzodiazepine come diazepam e clonazepam possono essere usati per ridurre l'intensità degli spasmi, mentre la tossina botulinica può diminuire l'iperattività muscolare. Gli antidepressivi possono essere utili nei pazienti che mostrino una reazione negativa alla malattia. La fisioterapia può essere utile nel mantenere la capacità motoria, nel ridurre il tono muscolare, nell'aumentare forza e coordinazione e nel prevenire complicanze, quali contratture e piaghe da decubito
Sebbene la paraparesi spastica ereditaria sia una malattia progressiva, la prognosi varia molto tra un individuo e l'altro: alcuni casi sono estremamente disabilitanti, altri invece molto meno e sono perfettamente compatibili con una vita piena e produttiva. La maggior parte dei pazienti ha un'aspettativa di vita normale.